# Roland Bürki
Roland Bürki (* 10. April 1906; † 25. Mai 1984) war ein Schweizer Schriftsteller.
Bürki war der Sohn des Lehrers und Mundart-Autoren Jakob Bürki und dessen Ehefrau Maria Klara, Tochter von Rudolf Kuster; er hatte noch fünf Geschwister.
Er arbeitete als Lehrer in Madiswil, Langenthal und Bern. An den Universitäten München und Berlin bildete er sich in Literaturgeschichte und Psychologie weiter aus. Er arbeitete an der Berner Woche und anderen Zeitschriften und Zeitungen mit. 1936 veröffentlichte er sein erstes Buch. Hugo Marti, Rudolf von Tavel, Waldemar Bonsels, Thomas Mann und Stefan Zweig beeinflussten ihn.
Er war Mitglied im Berner Schriftstellerverein.

## Werke

### Bücher
- Über dem Alltag : Erzählungen, Erlebtes, Erlauschtes. Münsingen 1975, Buchverlag Tages-Nachrichten
- Vom Lache u Lächle, Langnau 1971, Emmenthalter Blatt AG
- Gedanke vom Vettergötti, Jakob Bürki,  Langnau 1941, Emmenthaler Blatt AG
- Das grosse Finden, St. Gallen 1956, Vadian-Verlag
- Kleine Freunde, Derendingen 1952, Buchdruckerei Habegger
- Durch die Kraft des Herzens : Roman eines Erziehers, Bern 1952, Hans Feuz